# Shalatiwara
Shalatiwara o Salatiwara era un regne que existia cap al 1800 aC.
El rei hitita de Kussara, Anitta, va iniciar una política d'expansió territorial, i després de conquerir Zalpa i Hattusa, va passar el riu Halis i va atacar la ciutat de Shalatiwara, on hi havia un karum, un establiment comercial dels assiris, de localització discutida. El rei de Shalatiwara li va fer front, i Anitta el va atraure cap a la seva capital, Nesa, que havia fortificat i on havia reconstruït els temples per a aconseguir el favor dels déus. El rei de Shalatiwara va acampar vora el riu, però després, al veure la força de l'enemic, va enviar el seu exèrcit a Shalatiwara, la va incendiar, i es va emportar els objectes de valor, i així Anitta es va quedar sense botí.
Al segle xvii aC va conquerir Kanish, i uns anys després Kushara la va sotmetre finalment a vassallatge. Amb el nom de Sattiwara apareix revoltada juntament amb altres ciutats, contra el rei hitita Ammunas a mitjan segle xvi aC.